# Karel Petr
Karel Petr (14. června 1868, Zbyslav u Čáslavi – 14. února 1950, Praha) byl český matematik, profesor a v roce 1925 rektor Univerzity Karlovy.

## Život a působení
Vystudoval matematiku na Filozofické fakultě Univerzity Karlovy v Praze, učil na obchodní akademii v Chrudimi a na gymnáziích v Brně, Přerově a v Olomouci. Roku 1902 se habilitoval jako soukromý docent matematické analýzy na České technice v Brně, roku 1903 na Filozofické fakultě v Praze a roku 1908 byl jmenován řádným profesorem. Zabýval se hlavně matematickou analýzou, infinitezimálním počtem, řešením rovnic a teorií invariantů. Byl členem České akademie věd a umění, Královské české společnosti nauk a aktivním členem Jednoty českých matematiků a fyziků, jejíž Časopis spoluvydával. Roku 1938 získal čestný doktorát Univerzity Karlovy a dnešní Masarykovy univerzity a odešel do důchodu.

## Práce
Je po něm pojmenována Petrova věta, která se zabývá vlastnostmi obecných mhonoúhelníků. Jedná se o zobecnění Napoleonovy věty a van Aubelovy věty. 